# Marele Premiu al Europei
Marele Premiu al Europei a fost un eveniment de Formula 1 introdus la mijlocul anilor 1980 și care a avut loc în fiecare an din 1993 până în 2012, cu excepția anului 1998. În acești ani, Marele Premiu al Europei s-a desfășurat într-o țară care și-a găzduit propriul Mare Premiu național într-un moment diferit al aceluiași sezon, pe un circuit diferit (cu excepția 2007). Cursa a revenit pentru o singură dată în 2016, fiind desfășurată pe un circuit stradal din Baku, Azerbaidjan; acest eveniment a fost redenumit Marele Premiu al Azerbaidjanului în 2017.
În anii anteriori, Marele Premiu al Europei nu a fost o cursă în sine, ci un titlu onorific acordat unuia dintre Marile Premii naționale din Europa. Prima cursă numită astfel a fost Marele Premiu al Italiei din 1923, organizat la Monza, iar ultima a fost Marele Premiu al Marii Britanii din 1977 de la Silverstone.

## Istoric

### Brands Hatch
În 1983, programul de Formula 1 a prezentat inițial o cursă lângă Flushing Meadows din New York City. Când cursa a fost anulată cu trei luni înainte de eveniment, organizatorii de pistă de la Brands Hatch au reușit să creeze un Mare Premiu european pe pistă în locul său. Succesul evenimentului, susținut de o bătălie plină de spirit pentru Campionatul Mondial, a făcut ca evenimentul să revină în program anul următor.
Brands Hatch nu a reușit să găzduiască Marele Premiu al Europei în 1984, deoarece a găzduit Marele Premiu al Marii Britanii în ani pari (alternând cu Silverstone), așa că MP al Europei a mers pe circuitul Nürburgring reproiectat și mai scurt în 1984.
Brands Hatch a revenit pentru a găzdui Marele Premiu al Europei în 1985, dar cursa a fost înlocuită în 1986 de Marele Premiu al Ungariei.

### Donington Park
În 1990, un bogat om de afaceri japonez, Tomonori Tsurumaki, a construit Nippon Autopolis cu ideea de a găzdui o cursă de Formula 1. În 1992, s-au făcut planuri pentru a avea un Mare Premiu al Asiei în 1993 pentru a înlocui Marele Premiu al Mexicului în program. Cu toate acestea, aceste planuri nu s-au concretizat. În schimb, Bernie Ecclestone a adăugat în calendar o cursă la Donington Park, care a readus numele de Marele Premiu al Europei. Cursa a fost creația lui Tom Wheatcroft, care a încercat să aducă Formula 1 pe pistă de la o încercare eșuată de a găzdui Marele Premiu al Marii Britanii în 1988. Primul și până acum singurul Grand Prix de Formula 1 de la Donington Park a dus la victoria lui Ayrton Senna în condiții mixte umede și uscate.

### Jerez
Cursa europeană avea să meargă în sezonul următor la Jerez, în Spania. Jerez a găzduit runda 14 din 16 în 1994 și finalul sezonului în 1997 și a fost locul celebrei ciocniri dintre Michael Schumacher și Jacques Villeneuve, care l-a văzut pe Schumacher descalificat din campionat și a fost, de asemenea, scena primei victorii a lui Mika Häkkinen în Formula 1.

### Nürburgring
Brands Hatch nu a putut găzdui Marele Premiu al Europei în 1984, astfel încât cursa a mers pe un circuit Nürburgring reproiectat și mai scurt în 1984. A fost departe de cei 23 de kilometri pe care cei mai mulți erau obișnuiți să-l vadă și a fost inițial nepopular în timpul întoarcerii Formulei 1.
Cursa a revenit la Nürburgring în 1995, care acum era din nou populară printre piloți. Dar, după plângeri că nicio altă țară nu va primi cursa, cursa de la Nürburgring a fost redenumită Marele Premiu al Luxemburgului. Jerez a primit cursa în 1997 ca înlocuitor pentru Marele Premiu al Portugaliei.
În 1998, Marele Premiu al Europei a fost eliminat din program, dar a revenit în 1999, când cursa de la Nürburgring a readoptat numele de Marele Premiu al Europei.
Cursa din 1999 a avut condiții de ploaie torențială care au cauzat numeroase retrageri, oferindu-i lui Johnny Herbert ocazia de a câștiga prima și singura victorie a lui Stewart Grand Prix în ultimul sezon înainte de a fi vândută către Ford.
Cursa a continuat să aibă loc pe Nürburgring până în 2007. La 29 august 2006 a fost anunțat că a fost eliminat din calendarul F1 pentru sezonul 2007. De atunci va fi un singur Mare Premiu găzduit în Germania în fiecare an, alternând între Hockenheimring și Nürburgring. Cu toate acestea, care ar fi numele acestui Grand Prix a fost incert pentru o vreme; deși inițial intenționat să fie Marele Premiu al Germaniei din 2007, cursa de la Nürburgring din 2007 a fost redenumită „Großer Preis von Europa” (Marele Premiu al Europei) din cauza unei dispute privind dreptul de proprietate asupra titlului „Marele Premiu al Germaniei”.

### Valencia
Din 2008 până în 2012, Marele Premiu al Europei a avut loc la Valencia, Spania. În timpul evenimentului din 2009, Valencia a semnat un acord pentru alte 5 curse, care a plasat Valencia în calendar până în 2014.  În ciuda acestui fapt, în martie 2012, a fost anunțat că Marele Premiu al Europei va fi întrerupt în 2013, Marele Premiu al Spaniei fiind planificat să alterneze între Barcelona și Valencia. Cu toate acestea, Barcelona a păstrat cursa din 2013, iar circuitul Valencia a fost eliminat din calendar.

### Baku
Marele Premiu al Europei a revenit în Campionatul Mondial de Formula 1 din 2016, fiind desfășurat pe circuitul orașului Baku din Azerbaidjan. Cursa a fost redenumită Marele Premiu al Azerbaidjanului pentru sezonul 2017. Aceasta înseamnă că Marele Premiu al Europei a fost din nou întrerupt după o singură desfășurare în 2016.

## Edițiile Marelui Premiu al Europei

Circuitul orașului Baku, folosit în 2016

Circuitul stradal Valencia, folosit din 2008 până în 2012

Nürburgring GP-Strecke, folosit în 1984, 1995, 1996 și din 1999 până în 2007

Jerez, folosit în 1994 și 1997

Donington, folosit în 1993

Brands Hatch, folosit în 1983 și 1985

| An          | Pole position         | Cel mai rapid tur              | Pilotul câștigător | Constructorul câștigător | Locație                | Raport       |
| ----------- | --------------------- | ------------------------------ | ------------------ | ------------------------ | ---------------------- | ------------ |
| 1983        | Elio de Angelis       | Nigel Mansell                  | Nelson Piquet      | Brabham-BMW              | Brands Hatch           | Raport       |
| 1984        | Nelson Piquet         | Nelson Piquet Michele Alboreto | Alain Prost        | McLaren-TAG⁠(d)           | Nürburgring GP-Strecke | Raport       |
| 1985        | Ayrton Senna          | Jacques Laffite                | Nigel Mansell      | Williams-Honda           | Brands Hatch           | Raport       |
| 1986 – 1992 | Nedesfășurat          | Nedesfășurat                   | Nedesfășurat       | Nedesfășurat             | Nedesfășurat           | Nedesfășurat |
| 1993        | Alain Prost           | Ayrton Senna                   | Ayrton Senna       | McLaren-Ford             | Donington⁠(d)           | Raport       |
| 1994        | Michael Schumacher    | Michael Schumacher             | Michael Schumacher | Benetton-Ford            | Jerez                  | Raport       |
| 1995        | David Coulthard       | Michael Schumacher             | Michael Schumacher | Benetton-Renault         | Nürburgring GP-Strecke | Raport       |
| 1996        | Damon Hill            | Damon Hill                     | Jacques Villeneuve | Williams-Renault         | Nürburgring GP-Strecke | Raport       |
| 1997        | Jacques Villeneuve    | Heinz-Harald Frentzen          | Mika Häkkinen      | McLaren-Mercedes         | Jerez                  | Raport       |
| 1998        | Nedesfășurat          | Nedesfășurat                   | Nedesfășurat       | Nedesfășurat             | Nedesfășurat           | Nedesfășurat |
| 1999        | Heinz-Harald Frentzen | Mika Häkkinen                  | Johnny Herbert     | Stewart-Ford             | Nürburgring GP-Strecke | Raport       |
| 2000        | David Coulthard       | Michael Schumacher             | Michael Schumacher | Ferrari                  | Nürburgring GP-Strecke | Raport       |
| 2001        | Michael Schumacher    | Juan Pablo Montoya             | Michael Schumacher | Ferrari                  | Nürburgring GP-Strecke | Raport       |
| 2002        | Juan Pablo Montoya    | Michael Schumacher             | Rubens Barrichello | Ferrari                  | Nürburgring GP-Strecke | Raport       |
| 2003        | Kimi Räikkönen        | Kimi Räikkönen                 | Ralf Schumacher    | Williams-BMW             | Nürburgring GP-Strecke | Raport       |
| 2004        | Michael Schumacher    | Michael Schumacher             | Michael Schumacher | Ferrari                  | Nürburgring GP-Strecke | Raport       |
| 2005        | Nick Heidfeld         | Fernando Alonso                | Fernando Alonso    | Renault                  | Nürburgring GP-Strecke | Raport       |
| 2006        | Fernando Alonso       | Michael Schumacher             | Michael Schumacher | Ferrari                  | Nürburgring GP-Strecke | Raport       |
| 2007        | Kimi Räikkönen        | Felipe Massa                   | Fernando Alonso    | McLaren-Mercedes         | Nürburgring GP-Strecke | Raport       |
| 2008        | Felipe Massa          | Felipe Massa                   | Felipe Massa       | Ferrari                  | Valencia               | Raport       |
| 2009        | Lewis Hamilton        | Timo Glock                     | Rubens Barrichello | Brawn-Mercedes           | Valencia               | Raport       |
| 2010        | Sebastian Vettel      | Jenson Button                  | Sebastian Vettel   | RBR-Renault              | Valencia               | Raport       |
| 2011        | Sebastian Vettel      | Sebastian Vettel               | Sebastian Vettel   | RBR-Renault              | Valencia               | Raport       |
| 2012        | Sebastian Vettel      | Nico Rosberg                   | Fernando Alonso    | Ferrari                  | Valencia               | Raport       |
| 2013 – 2015 | Nedesfășurat          | Nedesfășurat                   | Nedesfășurat       | Nedesfășurat             | Nedesfășurat           | Nedesfășurat |
| 2016        | Nico Rosberg          | Nico Rosberg                   | Nico Rosberg       | Mercedes                 | Baku                   | Raport       |
| An          | Pole position         | Cel mai rapid tur              | Pilotul câștigător | Constructorul câștigător | Locație                | Raport       |
| Sursa:      |                       |                                |                    |                          |                        |              |

## Statistici
Patru piloți au obținut cel puțin un hat-trick (pole position, cel mai rapid tur și victorie într-o cursă): Michael Schumacher în 1994 și 2004, Felipe Massa în 2008, Sebastian Vettel în 2011 și Nico Rosberg în 2016.

### Multipli câștigători

#### Piloți
| Victorii | Pilot              | Ani                                |
| -------- | ------------------ | ---------------------------------- |
| 6        | Michael Schumacher | 1994, 1995, 2000, 2001, 2004, 2006 |
| 3        | Fernando Alonso    | 2005, 2007, 2012                   |
| 2        | Rubens Barrichello | 2002, 2009                         |
| 2        | Sebastian Vettel   | 2010, 2011                         |
| Sursa:   |                    |                                    |

#### Constructori
| Victorii | Constructor | Ani                                      |
| -------- | ----------- | ---------------------------------------- |
| 7        | Ferrari     | 2000, 2001, 2002, 2004, 2006, 2008, 2012 |
| 4        | McLaren     | 1984, 1993, 1997, 2007                   |
| 3        | Williams    | 1985, 1996, 2003                         |
| 2        | Benetton    | 1994, 1995                               |
| 2        | Red Bull    | 2010, 2011                               |
| Sursa:   |             |                                          |

#### Producători de motoare
| Victorii | Producător | Ani                                      |
| -------- | ---------- | ---------------------------------------- |
| 7        | Ferrari    | 2000, 2001, 2002, 2004, 2006, 2008, 2012 |
| 5        | Renault    | 1995, 1996, 2005, 2010, 2011             |
| 4        | Mercedes*  | 1997, 2007, 2009, 2016                   |
| 3        | Ford**     | 1993, 1994, 1999                         |
| 2        | BMW        | 1983, 2003                               |
| Sursa:   |            |                                          |

* Construit de Ilmor în 1997

** Construit de Cosworth

### Multipli deținători depole position
| Pole-uri | Pilot              | Ani              |
| -------- | ------------------ | ---------------- |
| 3        | Michael Schumacher | 1994, 2001, 2004 |
| 3        | Sebastian Vettel   | 2010, 2011, 2012 |
| 2        | David Coulthard    | 1995, 2000       |
| 2        | Kimi Räikkönen     | 2003, 2007       |

### Multipli deținători de cel mai rapid tur
| CMRT | Pilot              | Ani                                |
| ---- | ------------------ | ---------------------------------- |
| 6    | Michael Schumacher | 1994, 1995, 2000, 2002, 2004, 2006 |
| 2    | Felipe Massa       | 2007, 2008                         |
| 2    | Nico Rosberg       | 2012, 2016                         |